# Calmo
Calmo è un singolo del rapper italiano Shiva, pubblicato il 23 gennaio 2020 come unico estratto dal secondo EP Routine.

## Descrizione
Il brano ha visto la partecipazione del rapper italiano Thasup (all'epoca noto come Tha Supreme), che ne ha curato anche la produzione.

## Tracce
Testi di Andrea Arrigoni e Davide Mattei, musiche di Davide Mattei.
1. Calmo (feat. Tha Supreme) – 2:31

## Classifiche
| Classifica (2020) | Posizione massima |
| ----------------- | ----------------- |
| Italia            | 1                 |